# Artëm (Russia)
Artëm (in russo Артём?; traslitterata anche Artjom o Artyom) è una città della Russia, situata nell'Estremo Oriente russo nel territorio del Litorale, circa 50 km a nord del capoluogo regionale Vladivostok.

## Storia
Fondata nel 1924 come centro minerario, dichiarata città nell'ottobre 1938, la cittadina prese il nome dal celebre rivoluzionario sovietico Fëdor Andreevič Sergeev, conosciuto come "compagno Artëm".

## Economia
L'economia locale si è basata a lungo sull'estrazione del carbone, ma le riserve sono praticamente esaurite. Le miniere impiegano ancora 3 500 persone (2007).
Artëm ha oggi un'economia prevalentemente industriale; nei pressi della città ha sede anche l'aeroporto di Vladivostok dove si basa la compagnia aerea russa Vladivostok Avia.

## Popolazione
Gli abitanti sono aumentati dal 2004 per l'annessione amministrativa di alcuni comuni vicini ad Artëm.
| 1939   | 1959   | 1970   | 1979   | 1989   | 2002   | 2005    | 2018    |
| ------ | ------ | ------ | ------ | ------ | ------ | ------- | ------- |
| 34 900 | 55 100 | 61 400 | 68 500 | 68 887 | 64 145 | 102 200 | 106 692 |